# McIntosh megye (Georgia)
McIntosh megye az Amerikai Egyesült Államokban, azon belül Georgia államban található. Megyeszékhelye és legnagyobb városa Darien. Lakosainak száma 10 975 fő (2020. április 1.). McIntosh megye Liberty, Glynn, Wayne és Long megyékkel határos.

## Népesség
A megye népességének változása:
| Lakosok száma | 14 305 | 14 263 | 13 866 | 14 007 | 13 969 | 10 975 |
|               | 2010   | 2011   | 2012   | 2013   | 2015   | 2020   |